# Alexander Schubart
Alexander „Aschu“ Schubart (* 7. April 1931 in Jena; † 23. September 2016) war ein deutscher Jurist, Beamter, Umweltschützer und Mitgründer der Grünen Liste Hessen.

## Leben
Schubart war ein Sohn des Kulturphilosophen Walter Schubart (1897–1942) und der Juristin Vera Schubart geb. Berman.
Schubart war zunächst SPD-Mitglied. 1978 war er einer der Mitgründer der Grünen Liste Hessen und Spitzenkandidat zur hessischen Landtagswahl im Oktober 1978. Am 14. November 1981 rief er als Magistratsdirektor in Frankfurt am Main und als Sprecher der Bürgerinitiativen gegen den Bau der Startbahn West zu einer Blockadeaktion am Frankfurter Flughafen auf. Da es dabei zu Ausschreitungen kam, wurde Schubart 1983 erstinstanzlich wegen Landfriedensbruchs und Nötigung von Verfassungsorganen zu 24 Monaten Haft auf Bewährung verurteilt und vom Dienst suspendiert. Im Revisionsverfahren wurde der Vorwurf der Nötigung von Verfassungsorganen fallen gelassen und die Strafe, nun nur noch wegen Landfriedensbruchs, auf acht Monate Haft auf Bewährung reduziert sowie sein Verbleiben im Staatsdienst ermöglicht. Eine Verfassungsbeschwerde Schubarts an das Bundesverfassungsgericht wurde wegen Stimmgleichheit zurückgewiesen.